# Raión alemán de Prishib
El raión alemán de Prishib (en alemán: Deutscher Rayon Pryschyb; en ucraniano: Пришибський німецький район) fue un distrito nacional situado en la RSS de Ucrania, una de las repúblicas de la URSS, con capital en Prishib.

## Historia
El raión alemán de Prishib se formó en 1923 como parte del ókrug de Melitópol de la gobernación de Yekaterinoslav. El 11 de junio de 1924 el raión se transfirió al distrito de Terpinia, y en 1924 recibió el estatus de raión nacional alemán. Inicialmente incluía 8 consejos de aldea alemanes, pero luego se añadieron 3 consejos de aldea alemanes más, además de 1 ruso y 1 ucraniano. 
Según datos de 1925, en la región había 27 aldeas alemanas fundadas antes de la revolución rusa de 1917, 9 aldeas rusas fundadas en 1922-1923 por emigrantes dujoboris de Canadá, así como 5 aldeas recién construidas con población ucraniana. A finales de 1927, se fundaron 6 aldeas alemanas más y 3 ucranianas.
En 1928, el raión de Prishib fue abolido y su territorio fue anexionado al raión alemán de Molochansk.